# グラスホッパー・マニファクチュア
株式会社グラスホッパー・マニファクチュア（英: GRASSHOPPER MANUFACTURE INC.）は、コンピュータ・ソフトウェアの企画・研究・開発等を行う日本の企業。網易（NetEase）傘下であるNetEase Interactive Entertainment Pte. Ltdの子会社。

## 略歴
1998年、ヒューマンに務めていた須田剛一が独立し東京都練馬区に設立。
2011年11月15日、ディー・エヌ・エーと共同出資により株式会社グラスホッパー・ユニバースを設立（後に株式会社PGユニバースと社名を変更したが株式会社フレイムハーツとの合併により消滅）。
2012年3月、株式会社デジタルハーツと共同出資により株式会社G&Dを設立（株式会社フレイムハーツとの合併により消滅）。
2013年2月1日にガンホー・オンライン・エンターテイメントの子会社となった。同日、株式会社プラネットGを新設し分社化した。
2018年3月にスーパートリック・ゲームズ株式会社と株式会社グラスホッパー・マニファクチュアに分社化した。2021年5月31日、網易（NetEase）傘下のNetEase Interactive Entertainment Pte. Ltdへの株式譲渡により、NetEase Gamesの傘下となった。

## 作品

### 開発ゲームソフト
- シルバー事件シリーズ
  - シルバー事件（1999年、アスキー） - 2018年発売のリメイク版『シルバー2425』はアクティブゲーミングメディアが開発を担当。
  - 花と太陽と雨と（2001年、ビクターインタラクティブソフトウェア） - 2008年発売の移植版『花と太陽と雨と -終わらない楽園-』はハ・ン・ドが開発を担当。
  - シルバー事件25区（2005年、元気モバイル）
- シャイニング・ソウルシリーズ
  - シャイニング・ソウル（英語版）（2002年、セガ） - ネクスエンタテインメントとの共同開発。
  - シャイニング・ソウルII（英語版）（2003年、セガ）
- michigan（2004年、スパイク）
- killer7（2005年、カプコン） - 2018年発売のリマスター版はEngine Softwareが開発を担当。
- サムライチャンプルー（2006年、バンダイ）
- コンタクト（2006年、マーベラスインタラクティブ）
- BLOOD+ ONE NIGHT KISS（2006年、バンダイナムコゲームス）
- ノーモア★ヒーローズシリーズ
  - ノーモア★ヒーローズ（2007年、マーベラスエンターテイメント） - 移植版はそれぞれ『ノーモア★ヒーローズ 英雄たちの楽園』（2010年）はフィールプラス、『ノーモア★ヒーローズ レッドゾーンエディション』（2011年）はAQインタラクティブ、リマスター版（2020年）はEngine Softwareが開発を担当。
  - ノーモア★ヒーローズ2 デスパレート・ストラグル（2010年、マーベラスエンターテイメント） - 2020年発売のリマスター版はEngine Softwareが開発を担当。
  - ノーモア★ヒーローズ ワールドランカー（2012年、マーベラスAQL）
  - Travis Strikes Again: No More Heroes（2019年、グラスホッパー・マニファクチュア）
  - ノーモア★ヒーローズ3（2021年、マーベラス）
- 零 月蝕の仮面（2008年、任天堂） - テクモとの共同開発。2023年発売のリマスター版『零 月蝕の仮面 リマスター』はコーエーテクモゲームスが開発を担当。
- FROG MINUTES（2011年、グラスホッパー・マニファクチュア） - この作品の収益は、東日本大震災の被災者への義援金として寄付されている[3]。
- シャドウ・オブ・ザ・ダムド（2011年、エレクトロニック・アーツ） - 2024年発売のリマスター版『シャドウ・オブ・ザ・ダムド：ヘラ リマスタード』はEngine Softwareが開発を担当。
- ヱヴァンゲリヲン新劇場版 -サウンドインパクト-（2011年、バンダイナムコゲームス）
- Sine Mora（英語版）（2012年、Digital Reality（英語版））
- Diabolical Pitch（英語版）（2012年、Microsoft Studios）
- ロリポップチェーンソー（2012年、角川ゲームス） - 2024年発売のリマスター版『ロリポップチェーンソー RePOP』はDragami Gamesが開発を担当。
- 解放少女（2012年、レベルファイブ） - オムニバスソフト『GUILD01』の収録作品の一つで、後に単品でも発売された。
- Black Knight Sword（英語版）（2012年、Digital Reality）
- KILLER IS DEAD（2013年、角川ゲームス）
- SHORT PEACE 月極蘭子のいちばん長い日（2014年、バンダイナムコゲームス） - クリスピーズとの共同開発。
- LET IT DIE（英語版）（2016年、ガンホー・オンライン・エンターテイメント）

### 楽曲提供したゲームソフト
- ギガンティック ドライブ（2002年、エニックス）
- THE 地球防衛軍（2003年、ディースリー・パブリッシャー）
- 新・御神楽少女探偵団（2003年、エルフ）
- 鉄騎大戦（2004年、カプコン）
- 鉄人28号（2004年、バンダイ）
- THE 地球防衛軍2（2005年、ディースリー・パブリッシャー）
- 超操縦メカ MG（2006年、任天堂）
- GOD HAND（2006年、カプコン）
- 地球防衛軍3（2006年、ディースリー・パブリッシャー）
- バイオハザード アンブレラ・クロニクルズ（2007年、カプコン）
- 大乱闘スマッシュブラザーズX（2008年、任天堂） - 一部楽曲
- たべモン（2009年、バンダイナムコゲームス）
- 無限航路（2009年、セガ）
- 斬撃のREGINLEIV（2010年、任天堂）